# Адда
А́дда (італ. Adda, Addua) — річка на півночі Італії, ліва притока річки По. Довжина 313 км, площа басейну 8 тисяч км². 
Верхня течія в Альпах, протікає через озеро Комо, в низовинах тече Паданською рівниною. Середні витрати води близько 250 м³/с. ГЕС. З'єднана каналом з містом Мілан.